# Verein der Berliner Künstlerinnen

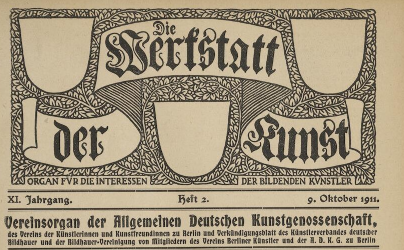
Association body (1911)

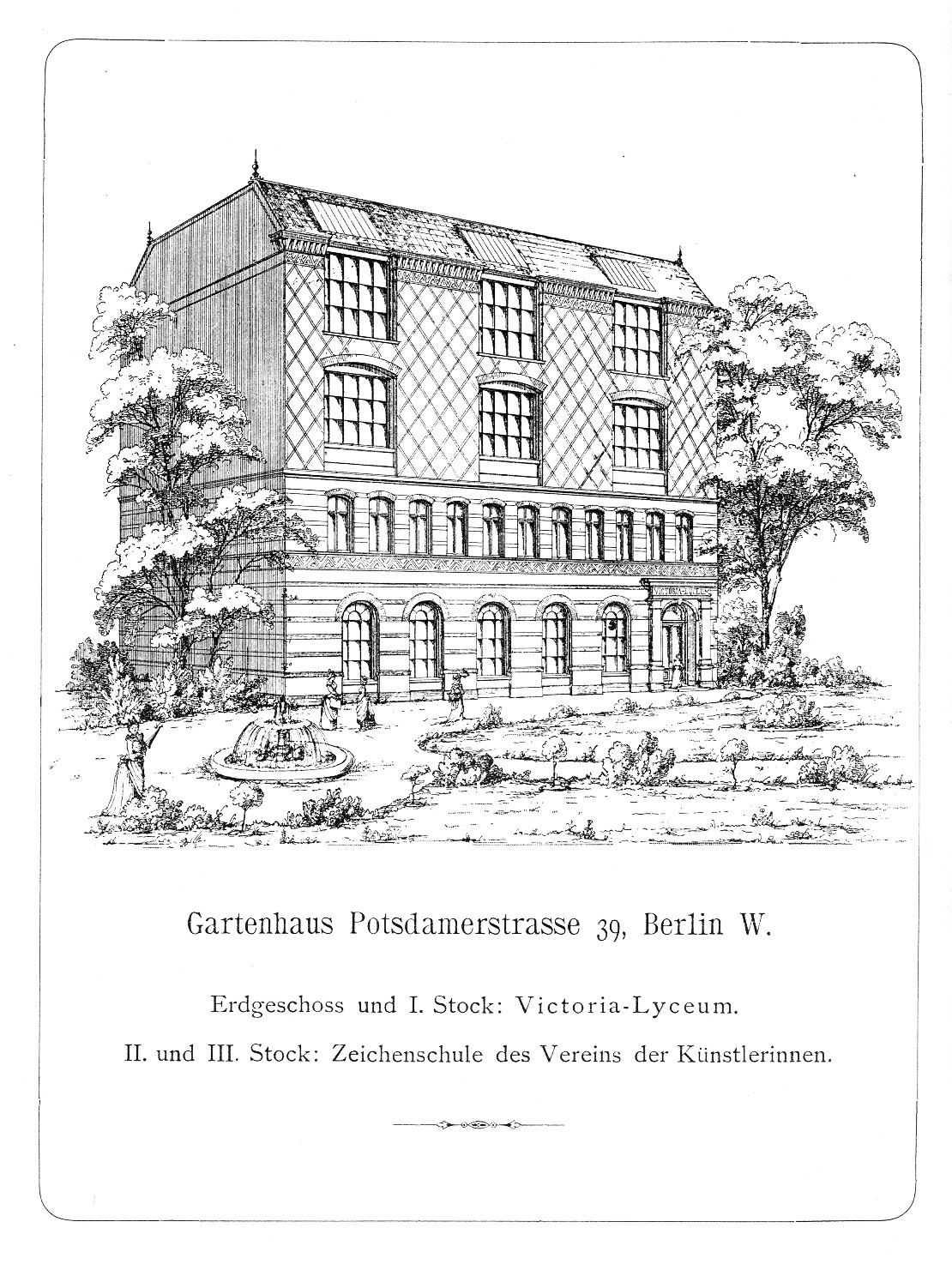
Victoria Lyceum

Verein der Berliner Künstlerinnen eller Verein der Künstlerinnen und Kunstfreundinnen är en tysk konstnärsförening, grundad 1867. Det är den äldsta konstföreningen av sitt slag i Tyskland. 
Det grundades av Marie Remy, Clara Wilhelmine Oenicke, Rosa Petzel och Clara Friederike Heinke. Den hade även manliga hedersmedlemmar och finansiärer. Vid denna tid fick kvinnor inte bli medlemmar vid de flesta konstföreningar i Tyskland. Föreningen riktade sig till hela det tysktalande området (Tyskland var ännu inte enat 1867). Den ville uppmuntra och framhäva kvinnliga konstnärer, och arrangerade utställningar av verk av kvinnor. Den gynnades av förmögna konstälskare ur borgerskapet, som ofta gjorde donationer till den. 
Fram till 1913 fick kvinnor inte studera vid de flesta konsthögskolorna i Tyskland. Föreningen organiserade 1868 sin egen konstskola vid Askanian Platz 7. Den drev sin konstskola i samarbete med Victoria-Lyzeum, och 1893 köpte dessa två tillsammans en lokal för konstskolan vid Potsdamer Straße 39, som 1911 flyttade till Schöneberger Ufer 38. 
Verein der Berliner Künstlerinnen bevarar arkivet tillhörande Verein der Künstlerinnen und Kunstfreundinnen, som ofta konsulteras för forskning. Den delar sedan 1990 ut Marianne Werefkin-priset. Föreningen är associerad med Berlinische Galerie Landesmuseum. 

## Föreståndare
Föreståndarna för föreningens konstskola: 
- 1871–1892: Antonie Eichler
- 1892–1909: Margarete Hoenerbach
- 1909–1929: Hildegard Lehnert
- 1929–1933: Alice Michaelis
- 1933–1938: Elisabeth von Oertzen